# 持ち込み手荷物
持ち込み手荷物（もちこみてにもつ, Hand luggage,  cabin baggage）、携帯手荷物（unchecked baggage）は、航空では機内持ち込み手荷物、鉄道では手回り品と呼ばれ、旅客が自ら携帯して座席に持ち込む荷物である。
一方で受託手荷物（Checked baggage）は貨物室・荷物車で保管輸送されるため、搭乗中・乗車中に触れることはできない。

## 航空
機内持ち込み手荷物は、保安検査の対象である。許容量は航空会社において様々である。

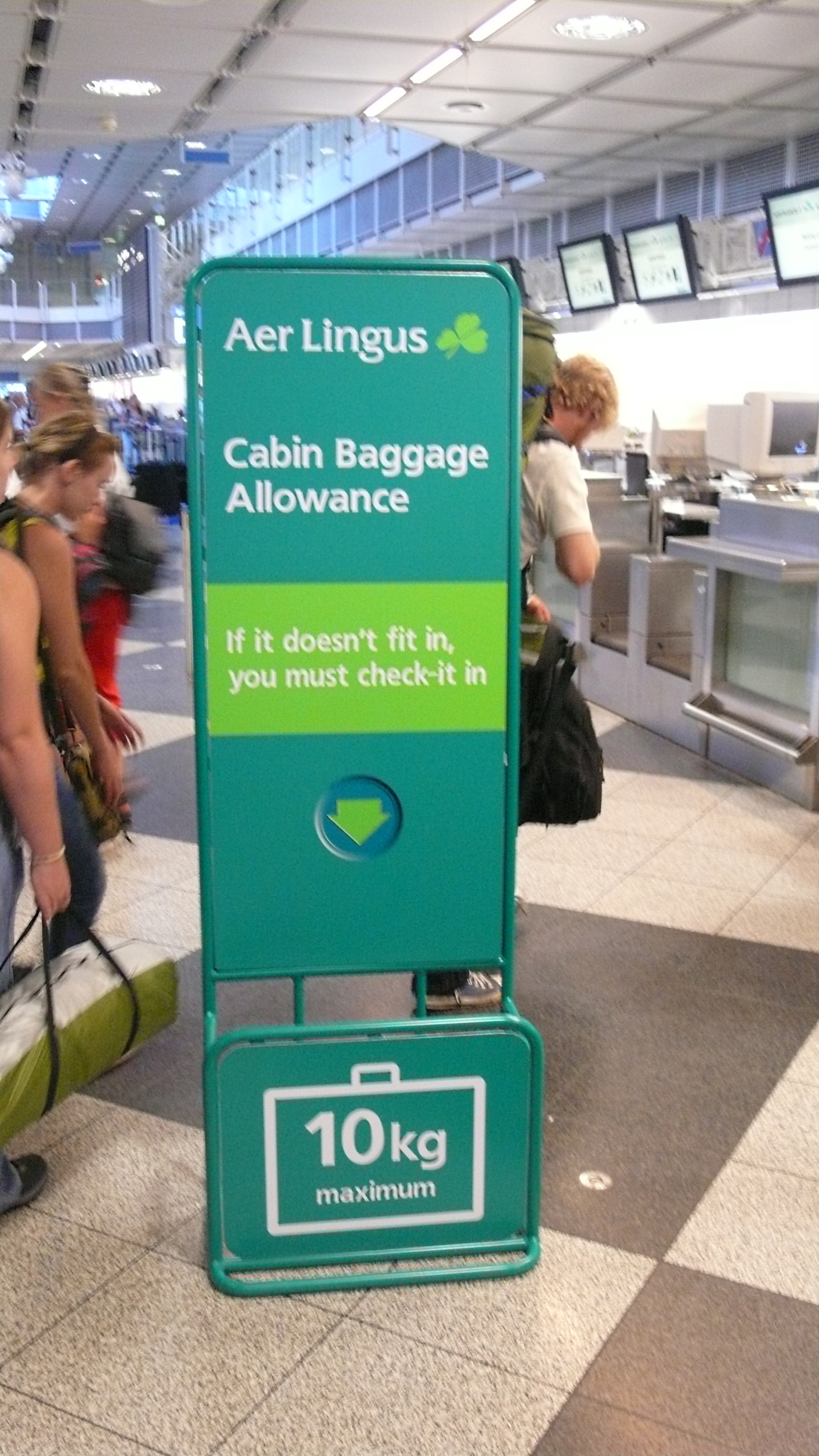
持ち込み限度サイズを計測する手荷物サイザー
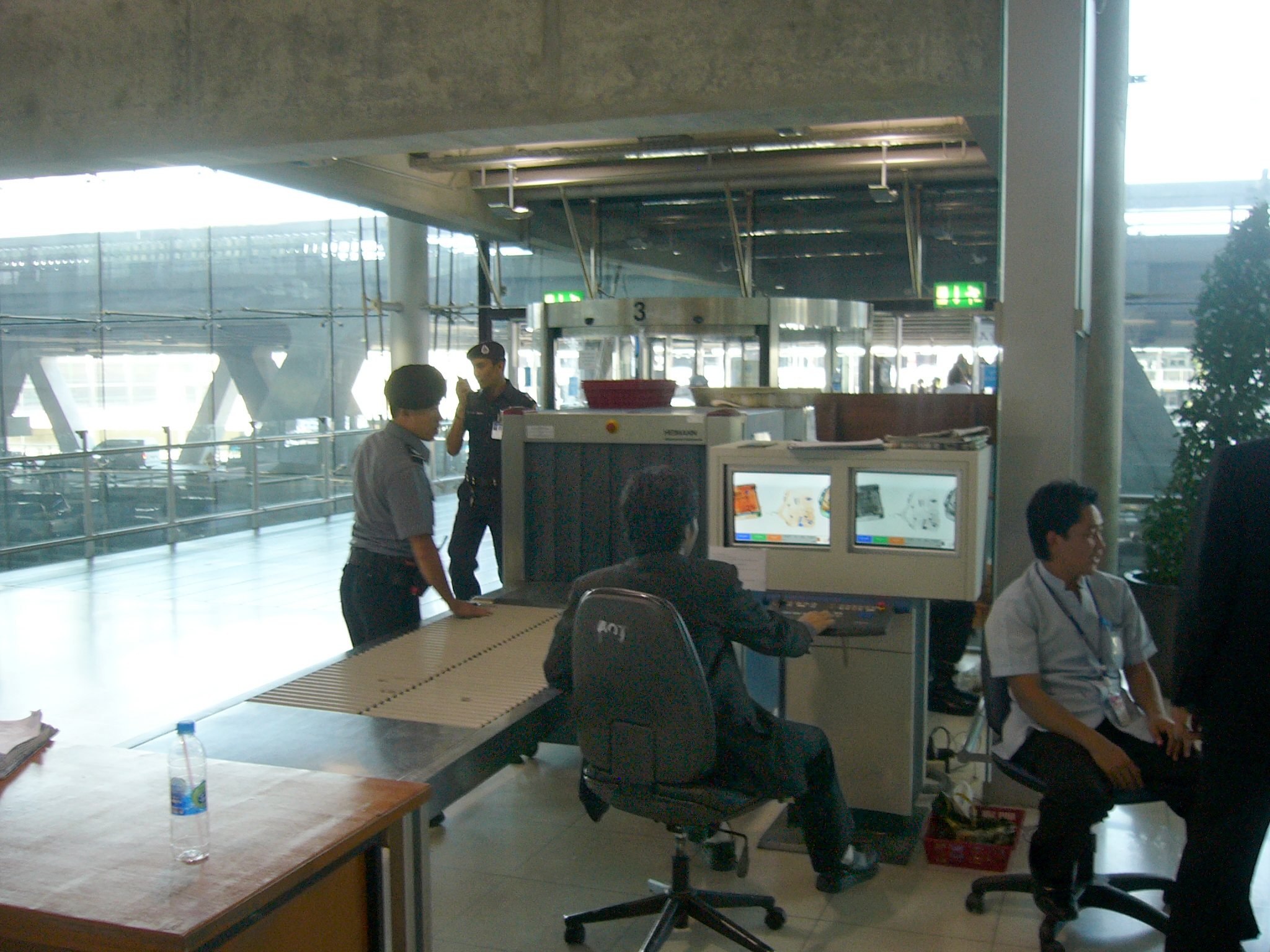
X線によるセキュリティチェック
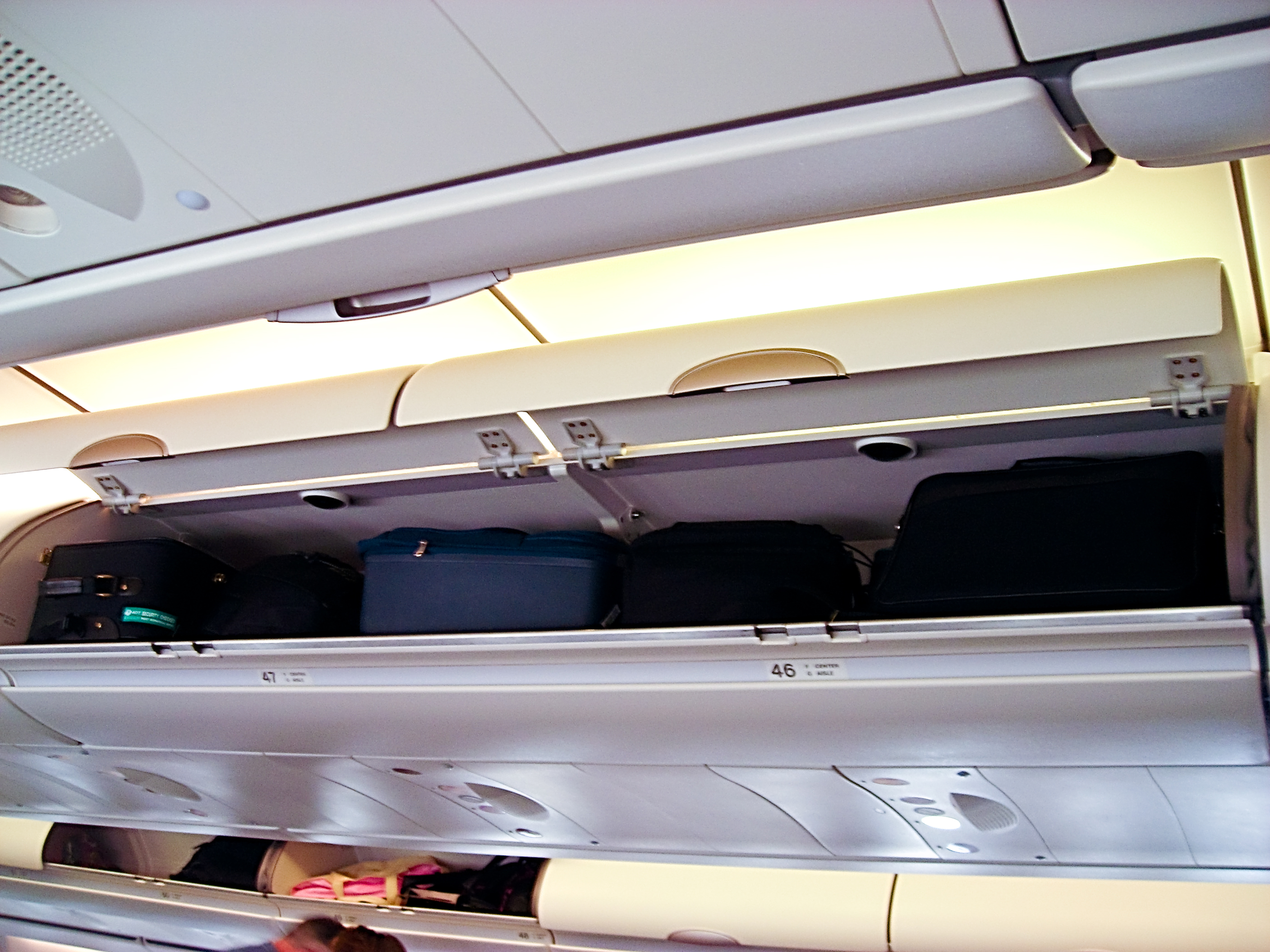
座席上部にあるオーバーヘッド・ビン

## 鉄道
鉄道においては手回り品と呼ばれ、鉄道運輸規程に従う。

第二十三条　旅客ハ自ラ携帯シ得ル物品ニシテ左ノ各号ノ一ニ該当セザルモノニ限リ之ヲ客車内ニ持込ムコトヲ得

一　爆発質、自然発火質、腐蝕質其ノ他危害ヲ他ニ及ボスベキ虞アル物品但シ銃用実包又ハ銃用空包ニシテ二百箇以内（業務上ノ必要ニヨリ銃用実包又ハ銃用空包ヲ携帯スル者ガ其ノ者ノ専用ニ供スル列車ニ乗車スル場合ハ五百箇以内、競技用ノ公称口径二十二ノヘリ打チノライフル銃用実包又ハ拳銃用実包ヲ携帯スル者ガ乗車スル場合ハ八百箇以内）、銃用雷管又ハ銃用雷管附薬莢ニシテ四百箇以内、銃用火薬ニシテ容器荷造共一瓩以内及導火線又ハ電気導火線ニシテ容器荷造共三瓩以内ヲ超エサルモノヲ除ク

二　酒類、油類其ノ他引火シ易キ物品但シ旅行中使用スル少量ノモノヲ除ク

三　刃物但シ同乗者ニ危害ヲ及ボスベキ虞ナキ様梱包シタルモノヲ除ク

四　煖炉及焜炉但シ懐中用ノモノ又ハ直ニ使用シ得ザルモノヲ除ク

五　死体

六　動物但シ鉄道ニ於テ客車内ニ携帯スルコトヲ許諾シタル小動物ニシテ同乗者ニ迷惑ヲ及ボスベキ虞ナキモノヲ除ク

七　不潔、臭気等ノ為同乗者ニ迷惑ヲ及ボスベキ虞アル物品

八　座席又ハ通路ヲ塞グベキ虞アル物品及客車ヲ毀損スベキ虞アル物品

②　前項ノ物品ニ付テハ旅客自ラ之ヲ保管スル責ニ任ズ

③　第一項第一号但書ノ火薬類ハ銃用実包、銃用空包及銃用雷管附薬莢ヲ弾帯ニ挿入スル場合ヲ除キ之ヲ容器ニ収納シ且旅客カ之ヲ車内ニ持込ム場合ハ火気其ノ他保安ニ付特ニ注意スヘシ
—鉄道運輸規程（昭和十七年鉄道省令第三号）
無料の範囲を超える場合には、手回り品切符が必要となる。

### JRグループ
持ち込める範囲は以下の通り。

第308条
旅客は、第309条に規定する以外の携帯できる物品であって、列車の状況により、運輸上支障を生ずるおそれがないと認められるときに限り、3辺の最大の和が、250センチメートル以内のもので、その重量が30キログラム以内のものを無料で車内に2個まで持ち込むことができる。ただし、長さ2メートルを超える物品は車内に持ち込むことができない。
（注）旅客が、自己の身の回り品として携帯する傘・つえ・ハンドバッグ・ショルダーバッグ等は、第1項に規定する個数制限にかかわらず、これを車内に持ち込むことができる。
—JR東日本 旅客営業規則 (抜粋)

### 日本国有鉄道
日本国有鉄道における、無料手回り品は以下の通り。
- 通勤定期乗車券および通学定期乗車券を使用する旅客
  - 容積が0.025m^3以内、重量が10kg以内のもの1個まで。
  - 長さが70cm以内。ただし、和傘・洋傘・つえ・運動用具については2mまで。
- その他の旅客
  - 容積0.05m3以内、および0.025m3以内のもの、それぞれ1個まで。
  - 長さは上記と同様、また釣竿についても2mまで認める。
  - 総重量は20kg以内。

これを超えるものは手回り品として持ち込むことはできないが、以下については有料手回り品として、手回り品切符を購入することで持ち込みが許可されている。
- 巡回医療班が携行するレントゲン機械
- 巡回映画班が携行する映写機械
- 自転車振興会連合会の発行した選手登録証票を所持する者が携行する、解体してズックに収納した競輪用自転車
- 前各号のほか、手荷物として託送できる容量程度の物品であって、鉄道·航路区間にあっては鉄道管理局長、自動車線区間にあっては乗務員が特に持込を承認したもの。

### 保管場所
手荷物の保管場所としては網棚が利用可能である。

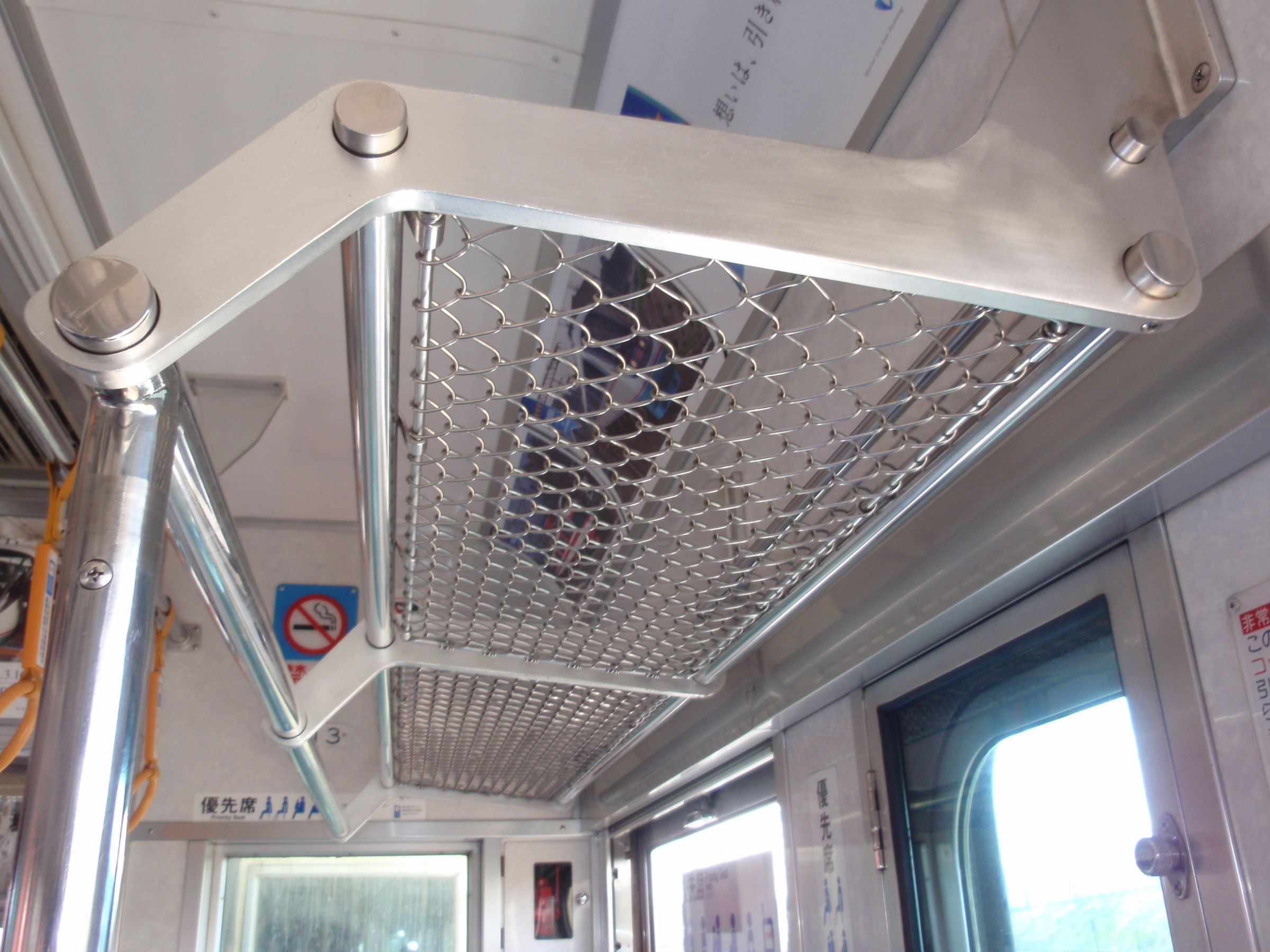
ステンレス製の網棚。（日本）
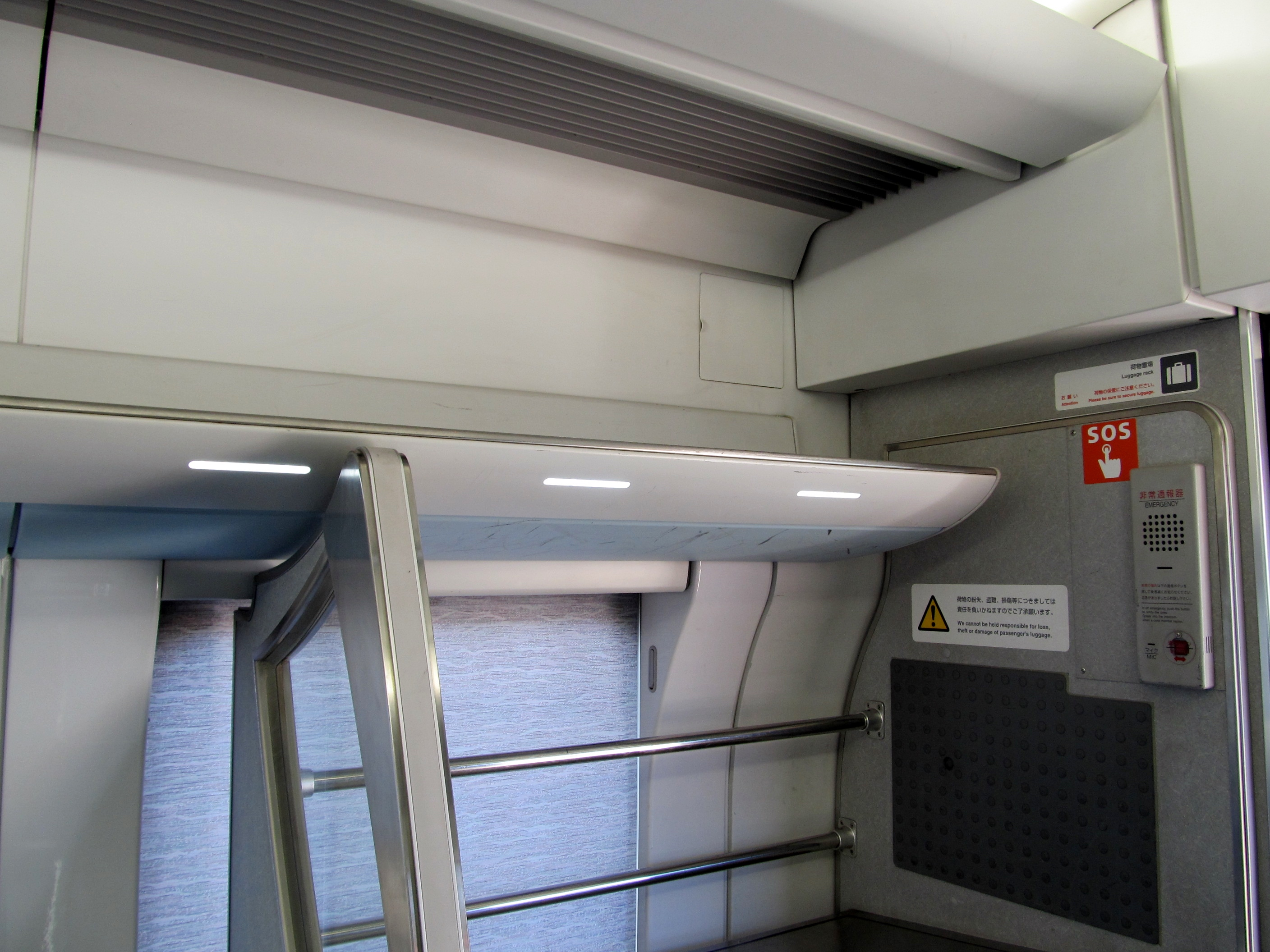
棚（名古屋鉄道株式会社）
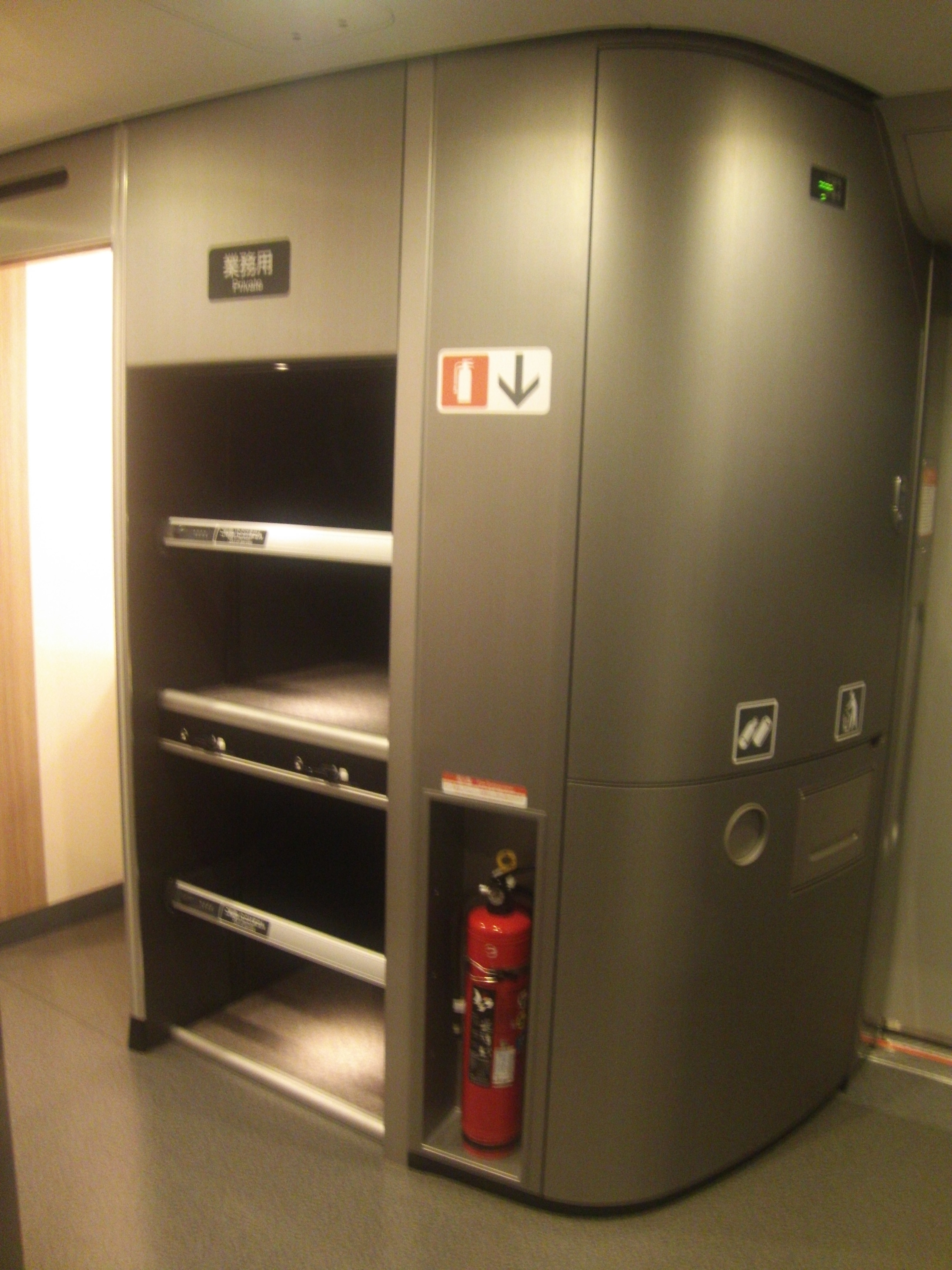
東海道新幹線N700Sの棚。
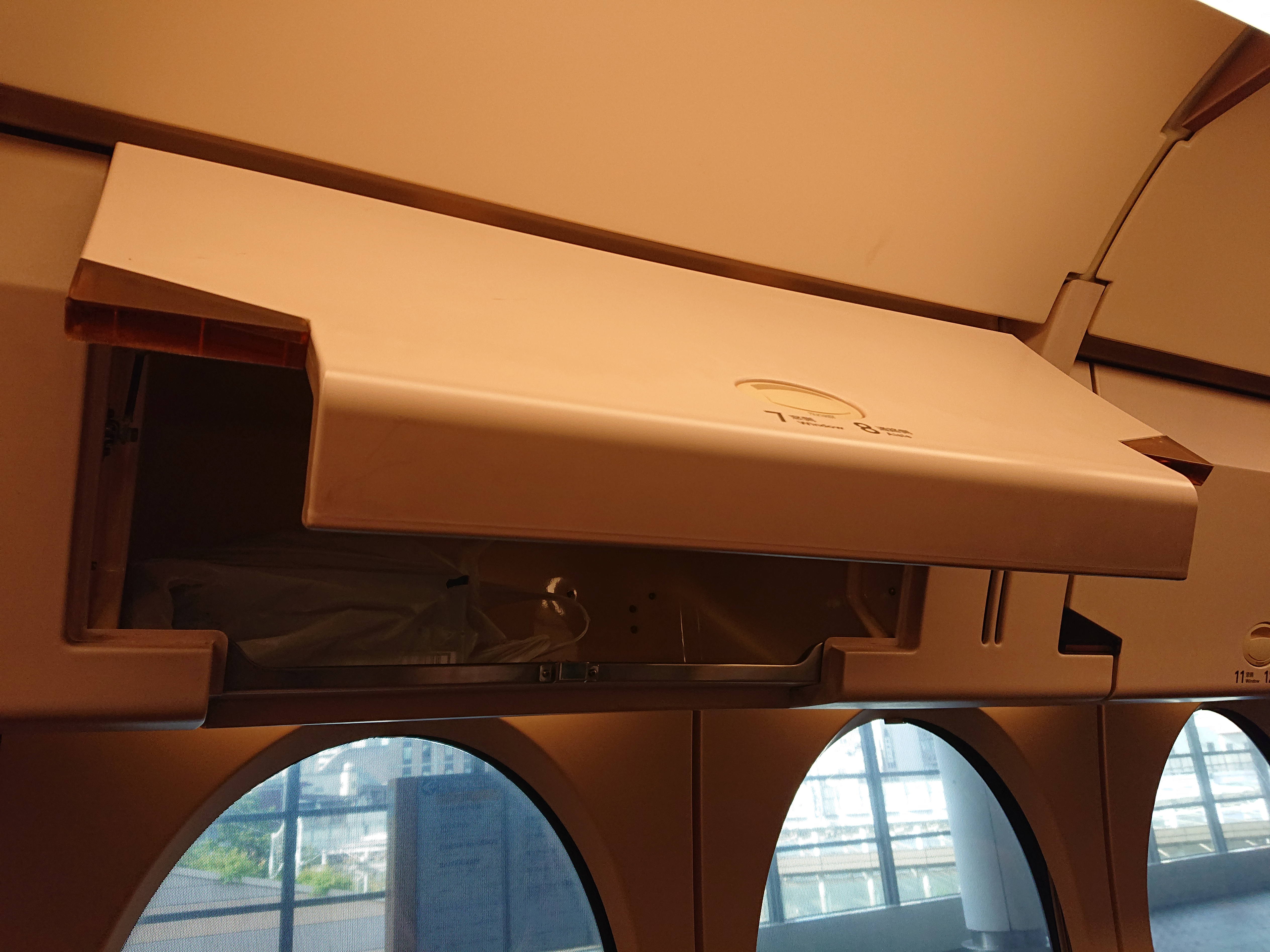
台湾のNankai 50000シリーズのオーバーヘッド・ビン
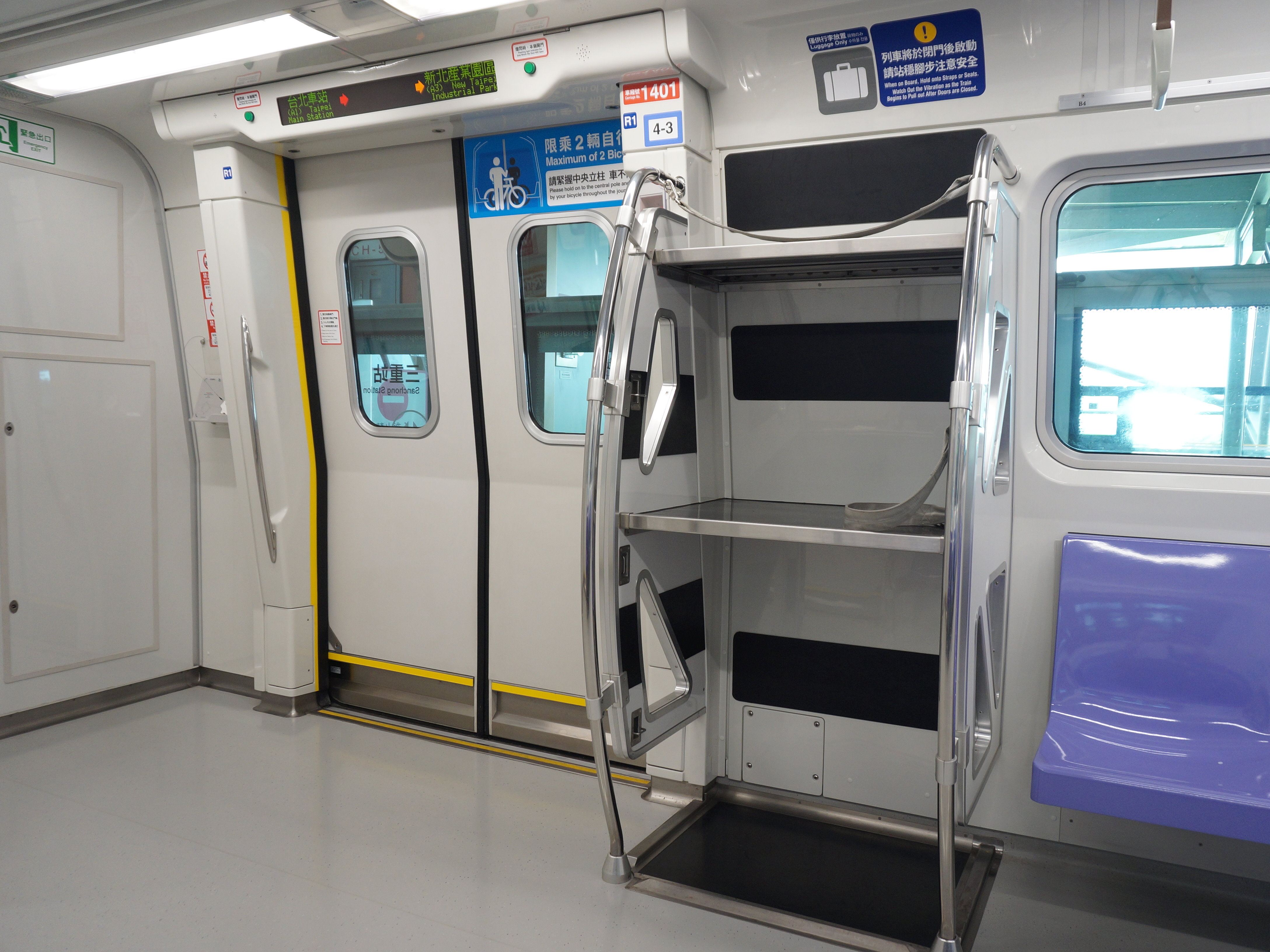
旅客の大きな荷物のための棚（台湾の列車）
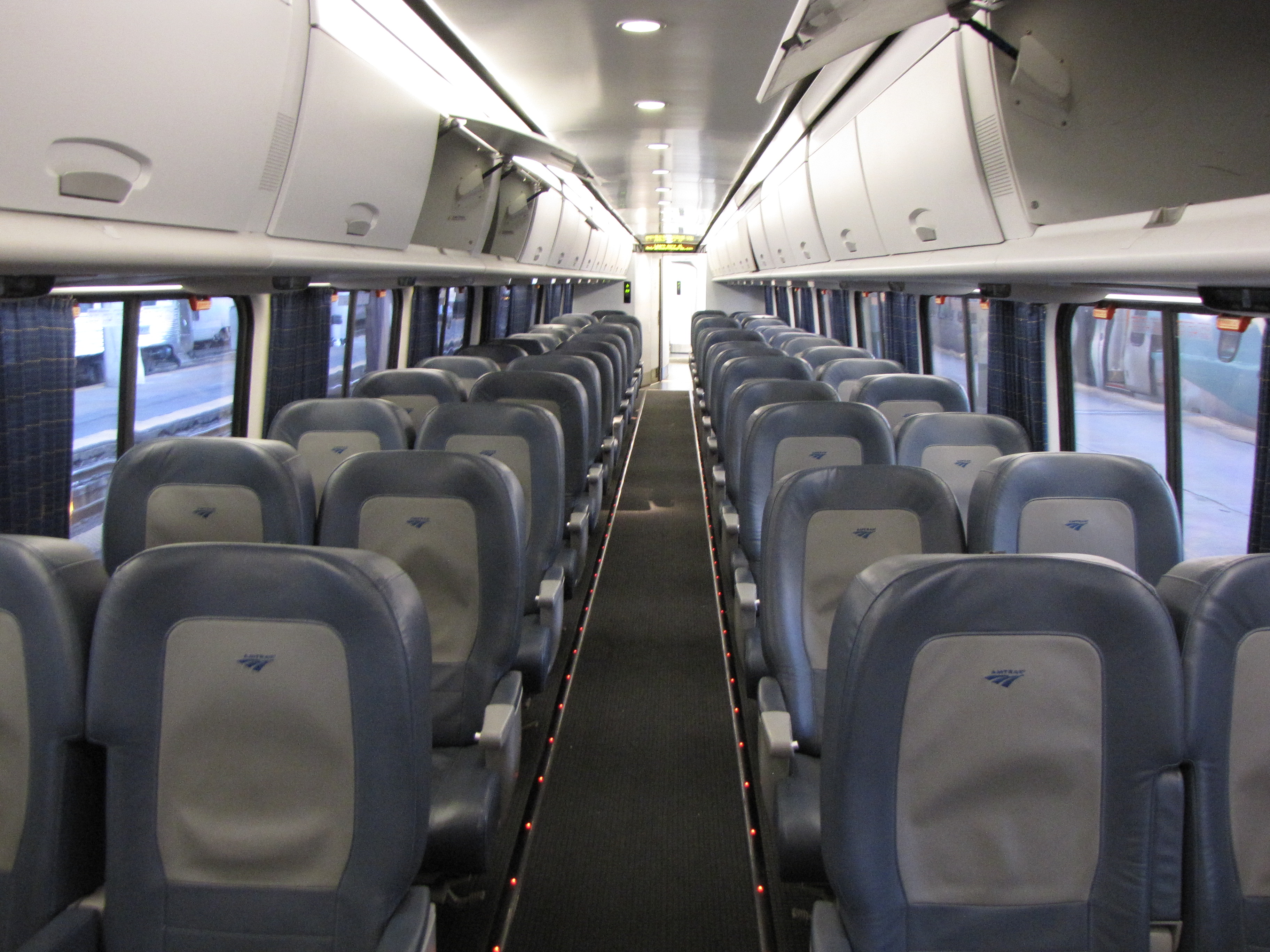
ボストン-ワシントン間を結ぶ列車Acela Expressのビジネスクラス座席のオーバーヘッドビン